# Pelomyiella cinerella
Pelomyiella cinerella är en tvåvingeart som först beskrevs av Alexander Henry Haliday 1837. Enligt Catalogue of Life ingår Pelomyiella cinerella i släktet Pelomyiella och familjen Canacidae, men enligt Dyntaxa är tillhörigheten istället släktet Pelomyiella och familjen dynflugor. Arten är reproducerande i Sverige. Inga underarter finns listade i Catalogue of Life.